# Stockholms försvarsområde
Stockholms försvarsområde (Fo 44) var ett svenskt försvarsområde inom svenska armén som verkade i olika former åren 1942–2000. Försvarsområdesstaben var förlagd i Kungsängens garnison i Kungsängen.

## Historik
Stockholms försvarsområde bildades den 1 oktober 1942, och hade till en början sin stab på Storgatan 30 i Stockholm. Den 1 januari 1947 upphörde Norrtälje försvarsområde (Fo 45), och delades upp mellan Stockholms försvarsområde (Fo 44) och Uppsala försvarsområde (Fo 47). Från den 25 november 1949 samlokaliserades staben med Livgardesskvadronen (K 1) på Lidingövägen 28. Nästan tio år senare, närmre bestämt den 7 oktober 1957 omlokaliserades staben till Lundagatan 22 på Mariaberget i södra Stockholm. Men återkom till Lidingövägen den 25 oktober 1971. I samband med den så kallade OLLI-reformen, vilken pågick inom försvaret under åren 1973–1975, uppgick Stockholms försvarsområde den 1 juli 1975 i Livgardets dragoner (K 1), vilket upphöjdes till ett försvarsområdesregemente samma år och fick beteckningen K 1/Fo 44. Vid samma tidpunkt avvecklades och uppgick Vaxholms försvarsområde (Fo 46) i Stockholms försvarsområde, med det omfattade Stockholms försvarsområde geografiskt hela Stockholms län.
Chefen för Livgardets dragoner var tillika befälhavare för Fo 44, och hade titeln försvarsområdesbefälhavare, samt hade det yttersta ansvaret för mobilisering och material inom försvarsområdet. Genom försvarsbeslutet 1982 avvecklades Livgardets dragoner som regemente den 10 oktober 1984 och uppgick i Svea livgarde (I 1). Försvarsområdesstaben överfördes då till Svea livgarde och omlokaliserades den 1 oktober 1984 till Kungsängen. Genom denna organisation fick Svea livgarde den nya beteckningen I 1/Fo 44. 
Inför försvarsbeslutet 2000 föreslog regeringen i sin propositionen för riksdagen, att den taktiska nivån borde reduceras genom att fördelnings- och försvarsområdesstaber samt marinkommandon och flygkommandon skulle avvecklas. Detta för att utforma ett armétaktiskt, marintaktiskt respektive flygtaktiskt kommando vilka skulle samlokaliseras med operationsledningen. Förslaget innebar att samtliga försvarsområdesstaber skulle avvecklas, vilket inkluderade Stockholms försvarsområde.
Stockholms försvarsområde kom därmed att upplösas och avvecklas den 30 juni 2000. Dess uppgifter kom delvis att övertas av de nybildade militärdistriktsgrupperna Livgardesgruppen och Södertörnsgruppen.

## Verksamhet
Försvarsområdet var geografiskt indelat i försvarsområdesgrupper (fo-grupper), Rosalgen (ledningsgrupp), Sigtuna, Nord, Kungsängen (ledningsgrupp), Stockholm, Syd och Södertälje. Cheferna med befattningar i grundorganisationen, var krigsplacerade som försvarsområdesgruppchefer. Bland annat var cheferna vid Hemvärnets stridsskola, Krigsskolan, Svea ingenjörkår, och Roslagens luftvärnskår krigsplacerade som fo-gruppchefer. Vidare var försvarsområdets mål under 1990-talet att organisera tre stadsskyttebataljoner, med Gardesbataljonen vid Livgardesbrigaden som ansvarig för grundutbildningen.

## Förbandschefer
Försvarsområdesbefälhavare åren 1942–2000. Åren 1975–1984 var försvarsområdesstaben integrerad i Livgardets dragoner och åren 1984–2000 i Svea livgarde. Försvarsområdesbefälhavaren var tillika regementschef, försvarsområdesbefälhavare samt kommendant över Stockholms garnison.

- 1942–1945: Generalmajor Hugo Cederschiöld
- 1945–1950: Generalmajor Nils Stenbeck [b]
- 1950–1957: Överste Gustaf (Gösta) Magnus von Stedingk
- 1957–1963: Överste Carl-Johan Wachtmeister
- 1963–1966: Överste Per Tamm
- 1966–1969: Överste Carl Reuterswärd
- 1969–1973: Överste Nils-Ivar Carlborg
- 1973–1976: Överste Nils Östlund[c]
- 1976–1981: Överste av 1. graden Nils Landergren
- 1981–1984: Överste av 1. graden Hodder Stjernswärd
- 1984–1987: Överste av 1. graden Rolf Frykhammar
- 1987–1992: Överste av 1. graden Jan-Olof Borgén
- 1992–1994: Överste av 1. graden Göran De Geer
- 1994–1997: Överste av 1. graden Markku Sieppi
- 1997–2000: Överste av 1. graden Kim Åkerman

## Namn, beteckning och förläggning
| Stockholms försvarsområde | 1942-10-01 | – | 2000-06-30 |

| Fo 44     | 1942-10-01 | – | 1975-06-30 |
| K 1/Fo 44 | 1975-07-01 | – | 1984-09-30 |
| I 1/Fo 44 | 1984-10-01 | – | 2000-06-30 |

| Storgatan 30, Stockholm (F) | 1942-09-24 | – | 1949-11-24 |
| Lidingövägen 28 (F)         | 1949-11-25 | – | 1957-10-06 |
| Mariaberget, Lundagatan (F) | 1957-10-07 | – | 1971-10-24 |
| Lidingövägen 24 (F)         | 1971-10-25 | – | 1984-09-30 |
| Kungsängens garnison (F)    | 1984-10-01 | – | 2000-06-30 |